# Алтун-Ха
Алту́н-Ха (англ. Altún Ha) — условное наименование города цивилизации майя, находившегося на территории современного Белиза примерно в 50 км к северу от города Белиз и в 10 км от побережья Карибского моря. Алтун-Ха — современное наименование, которое является переводом на юкатекский язык наименования Рокстоун-Понд («Каменный пруд»), которое дали этому месту колонизаторы. Древнее наименование города неизвестно.

## Описание
Наиболее крупным сооружением в Алтун-Ха является «Храм каменных алтарей» высотой в 16 м. Стилизованное изображение этого храма является фирменным знаком белизкого пива «Belikin». Археологическая зона Алтун-Ха занимает территорию около 8 кв. км.

## История
Археологические исследования показали, что Алтун-Ха был основан около 200 года н. э., что примерно совпадает с классическим периодом мезоамериканской истории. Основная часть сооружений датируется периодом III—X вв. н. э., когда население города, вероятно, насчитывало около 10 тысяч человек. На рубеже 9-10 вв. могилы правящей элиты города были осквернены, что говорит, вероятно, о восстании в городе. Хотя Алтун-Ха был населён и после этих событий, новые здания в нём уже не сооружались. Покинутый большинством обитателей через некоторое время, он вновь возродился в XII в., после чего окончательно пришёл в упадок и превратился в небольшую деревню земледельцев.

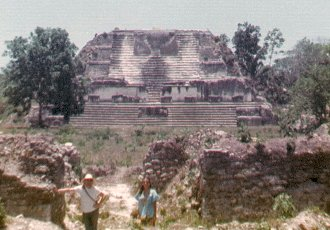
Вид на зону археологических раскопок в Алтун-Ха, вид снизу, Храм каменных алтарей

## Археологические исследования
Каменные блоки из кладки древних сооружений были позднее использованы для сооружения современного посёлка Рокстоун-Понд (Rockstone Pond), поскольку город не привлекал внимания исследователей вплоть до 1963 года, когда Хал Болл (Hal Ball), специалист по культуре майя, опубликовал сообщение о существовании в этих местах крупного поселения эпохи майя.
В начале 1965 года группа археологов из Королевского музея Онтарио под руководством Дэвида Пендергаста начала долговременные исследования, которые завершились в 1970 году. Одной из наиболее впечатляющих находок их группы было огромное нефритовое изображение божества солнца, Кинич Ахау, которое в настоящее время считается национальным сокровищем Белиза.

## См.такжеи
- Список мезоамериканских пирамид